# Coenonympha major
Coenonympha major är en fjärilsart som beskrevs av Adalbert Seitz 1908. Coenonympha major ingår i släktet Coenonympha och familjen praktfjärilar. Inga underarter finns listade i Catalogue of Life.